# Pagan-szigeti nádiposzáta
A Pagan-szigeti nádiposzáta (Acrocephalus yamashinae) a verébalakúak (Passeriformes) rendjébe, ezen belül a nádiposzátafélék (Acrocephalidae) családjába és az Acrocephalus nembe tartozó faj volt. A Mariana-szigetekhez tartozó Pagan-szigeten élt, az 1970-es évektől már nem figyelték meg, így kihaltnak tekinthető.

## Fordítás
- Ez a szócikk részben vagy egészben  a   Pagan reed warbler című angol Wikipédia-szócikk fordításán alapul.  Az eredeti cikk szerkesztőit annak laptörténete sorolja fel. Ez a jelzés csupán a megfogalmazás eredetét és a szerzői jogokat jelzi, nem szolgál a cikkben szereplő információk forrásmegjelöléseként.